# Chiesa della Visitazione di Maria Vergine (Costa Valle Imagna)
La chiesa della Visitazione di Maria Vergine è il principale luogo di culto cattolico della località di Costa Valle Imagna in provincia e diocesi di Bergamo; fa parte del vicariato di Rota d'Imagna.

## Storia
L'archivio della parrocchia della Visitazione di Costa Valle Imagna conserva il decreto di separazione con l'erezione a chiesa parrocchiale dopo la smembramento da quella di Sant'Omobono Terme, del 1645. L'atto di autonomia fu completato l'anno successivo il 12 luglio con decreto del vescovo di Bergamo Luigi Grimani. La chiesa risulta che fosse dedicata a santa Elisabetta e san Giuseppe. Dal 1840 al 1863, durante l'occupazione napoleonica, l'autonomia della parrocchia fu sospesa a causa dell'accorpamento dei comuni di Costa, Cepino e Falcherà.
San Gregorio Barbarigo compì la sua visita pastorale nel 1659, dalla relazione risulta che aveva il giuspatronato dei vicini e il clero era retto da un sacerdote coadiuvato da un chierico. Vi erano le scuole dalla dottrina cristiana, ed era inserita nel vicariato di Almenno San Salvatore.
Nel 1666 la chiesa fu inserita nel “Sommario delle chiese di Bergamo”, elenco redatto dal cancelliere della curia vescovile Giovanni Giacomo Marenzi e indicata sotto l'invocazione dei santi Giuseppe e Maria Elisabetta. La chiesa risultava essere mercenaria della vicinia sotto la giurisdizione della pieve di Almenno. Vi erano tre altari. Alla cura dei fedeli vi era un solo curato mercenario proposto.
Agli atti della visita pastorale di Giovanni Paolo Dolfin del 1778 fu allegata la relazione del rettore della parrocchia il quale annotò che era intitolata a santa Maria ed Elisabetta. Vi erano gli altari gestiti dalle diverse confraternite. Un solo curato mercenario era posto alla cura dei fedeli. Nell'elenco dello stato del clero del 1861 la chiesa fu indicata come dedicata alla Visitazione di Maria Vergine.
Nel 1840 la fabbriceria con autorizzazione vescovile, decise la costruzione di una nuova chiesa, che fu ultimata nel 1863 e consacrata dal vescovo Pietro Luigi Speranza il 17 ottobre, il quale ne confermò l'intitolazione alla Visitazione di Maria. La prima metà del Novecento furono eseguiti lavori di mantenimento dell'edificio e venne proposta la sua riedificazione, questo avrebbe richiesto una spesa eccessiva per la piccola comunità, perciò si decise di modificarla arricchendola di nuove cappelle, con l'aggiunta del protiro, e la modifica della facciata su progetto di Luigi Angelini. Durante i lavori di ricostruzione, il 5 settembre del medesimo anno, la volta crollò a causa delle infiltrazioni piovane. Questo richiese nuovi lavori. I danni da maltempo si ripeterono in tempi successivi. I primi anni del XXI secolo furono eseguiti lavori di manutenzione e ammodernamento.
Con decreto del 27 maggio 1979 del vescovo Giulio Oggioni la parrocchiale è inserita nel vicariato locale di Rota d'Imagna.

## Descrizione

### Esterno
L'edificio di culto è anticipato dal sagrato con pavimentazione in porfido e rialzato da tre gradini in pietra presenta in facciata, un elegante protiro con colonne in pietra di Sarnico. La facciata è divisa da una cornice su due ordini e tripartita da riquadri composti da lesene e preceduta da un'alta zoccolatura in pietra. Il portale in pietra di Sarnico con fregio è posto nella sezione centrale, mentre quelle laterali sono di misura inferiore. L'ordine superiore ha un'apertura lunettata. Il frontone termina con il timpano triangolare con oculo centrale.

### Interno
L'interno a croce latina ha una unica navata divisa da lesene stuccate a lucido in tre campate. Le lesene complete di basamento e caronate da capitello reggono il cornicione che prosegue con volta a botte. La prima campata è dedicata alla zona penitenziale con i confessionali lignei, con le tele della Madonna ai piedi di Gesù e il ritorno del figliol prodigo sulla parte superiore. La seconda ha la cappella dedicata alla Madonna di Lourdes sul lato sinistro e a destra l'organo a canne. L'ultima campata in sfondati presenta gli ingressi laterali, con le tele della Cacciata dei profani dal tempio e l'Incontro di Gesù e Simone.
La zona presbiteriale rialzata da cinque gradini ha volta a botte e termina con il coro absidato coperto da catino.